# Manchester (album Manchesteru)
Manchester – pierwszy długogrający album zespołu Manchester, wydany w listopadzie 2008 roku przez wytwórnię płytową Lemon Records. Album zawiera 12 utworów, w tym jeden specjalny, bonusowy radio edit piosenki „Nie na pierwszej randce”.
Pierwszym singlem promującym album został utwór „Dziewczyna gangstera”.

## Lista utworów
Opracowano na podstawie materiału źródłowego.
1. „Dziewczyna gangstera” – 3:39
2. „Berlin lubi deszcz” – 4:00
3. „Nie na pierwszej randce” – 3:07
4. „Arek (jedzie dziś do Anglii)” – 3:36
5. „Do gwiazd” – 3:31
6. „Zuza” – 3:09
7. „By móc zapomnieć” – 5:46
8. „Ty znowu chcesz się kochać” – 2:59
9. „Kobiety są złe” – 3:32
10. „Zero życia” – 3:29
11. „Man United” – 2:53
12. „Nie na pierwszej randce” (radio edit) – 3:07